# مات إيفانز
مات إيفانز هو ممثل فلبيني، ولد في 22 أكتوبر 1986 في الفلبين.

## أعمال

### أفلام
- (2018) السيد الأعلي

## وصلات خارجية
- مات إيفانز على موقع IMDb (الإنجليزية)
- مات إيفانز على موقع قاعدة بيانات الفيلم (الإنجليزية)